# كدمة عبودة فرج

تعديل مصدري - تعديل

كدمة عبودة فرج هي إحدى قرى عزلة جعار بمديرية خنفر التابعة لمحافظة أبين، بلغ تعداد سكانها 49 نسمة حسب تعداد اليمن لعام 2004.